# VOCAROCK collection 4 feat. 初音ミク
『VOCAROCK collection 4 feat. 初音ミク』（ボカロック　コレクション　フォー　フィーチャリング・はつねミク）は、2012年11月28日にFARM RECORDSより発売された、初音ミクなどのVOCALOIDをボーカルに用いたロック曲を集めたコンピレーション・アルバム。

## 概要
FARM RECORDSによるVOCALOIDの歌声を用いて作られたロック曲、「VOCAROCK」を集めたコンピレーション・アルバムシリーズの第4弾。タイトルに名前のある初音ミクのほか、鏡音リン、巡音ルカ、Megpoid（GUMI）、IAを用いて作られたロック曲が収録されている。収録曲の中で、じん（自然の敵P）と石風呂による「僕らに喜劇を見せてくれ」は本アルバムのための書き下ろし曲、164と40mPのコラボユニット・1640mPによる「トリノコシティ」は新バージョンとなっている。ジャケットイラストは、hatsukoが担当している。

## 収録曲
1. インビジブル
  - kemu feat. GUMI、鏡音リン
2. 僕らに喜劇を見せてくれ
  - じん×石風呂 feat. IA
3. 延命治療
  - Neru feat. IA
4. トリノコシティ
  - 40mP feat. 初音ミク
5. 古書屋敷殺人事件
  - てにをは feat. 初音ミク
6. 罰ゲーム
  - くるりんご feat. 初音ミク、GUMI
7. アイロニ
  - すこっぷ feat. 初音ミク
8. 十六夜草紙
  - buzzG feat. 初音ミク
9. Feel my pain
  - ゆよゆっぺ feat. 巡音ルカ
10. キャラメルヘヴン
  - Last Note. feat. GUMI
11. 完全懲悪ロリィタコンプレックス
  - かいりきベア feat. GUMI
12. ヘルシーな生活
  - TOKOTOKO(西沢さんP) feat. GUMI
13. モラトリアン
  - KEI feat. GUMI
14. 独我論 code:altered
  - FAULHEIT feat. GUMI
15. 怪盗ピーター＆ジェニイ
  - Nem feat. 鏡音リン・レン
16. 構ってちゃんと回転木馬
  - ゆちゃP feat. 初音ミク
17. 文学少女インセイン
  - カラスヤサボウ feat. 鏡音リン
18. 月見夜ラビット
  - 蝶々P feat. 初音ミク
19. 夕暮れ蝉日記
  - まふまふ feat. IA
20. ガリベン広瀬の勝利
  - みきとP feat. GUMI